# Rastrites
Rastrites is een geslacht van uitgestorven graptolieten uit het Siluur.

## Beschrijving
Rastrites was een kolonievormend organisme. Deze kolonie was dun en teer en had relatief weinig thecae (enkelvoud theca: het chitineuze huisje van een individu uit de kolonie) op een enkele, sierlijk gebogen stipe (tak). De langwerpige, buisvormige, ver uit elkaar staande thecae hadden kleine openingen. Een soort als deze had weinig kans op overleven in woelig water, maar kwam wel voor in open oceanen. De normale lengte van de kolonie bedroeg ongeveer vier centimeter.